# Walter Antonio Jiménez
Walter Antonio Jiménez De Simoni (El Charco, 25 maggio 1939 – 19 gennaio 2023) è stato un calciatore argentino, di ruolo centrocampista.